# Sẻ đồng Nilgiri
Anthus nilghiriensis là một loài chim trong họ Motacillidae.
Đây là loài đặc hữu ở các đồi cao nam Ấn Độ. Chúng có màu nâu đậm hơn các loài trong chi khác ở khu vực, chúng không di cư và thường bay xuống các cây thấp hơn khi bị quấy rầy. Thân dài khoảng 12,6–14 cm.

## Hình ảnh

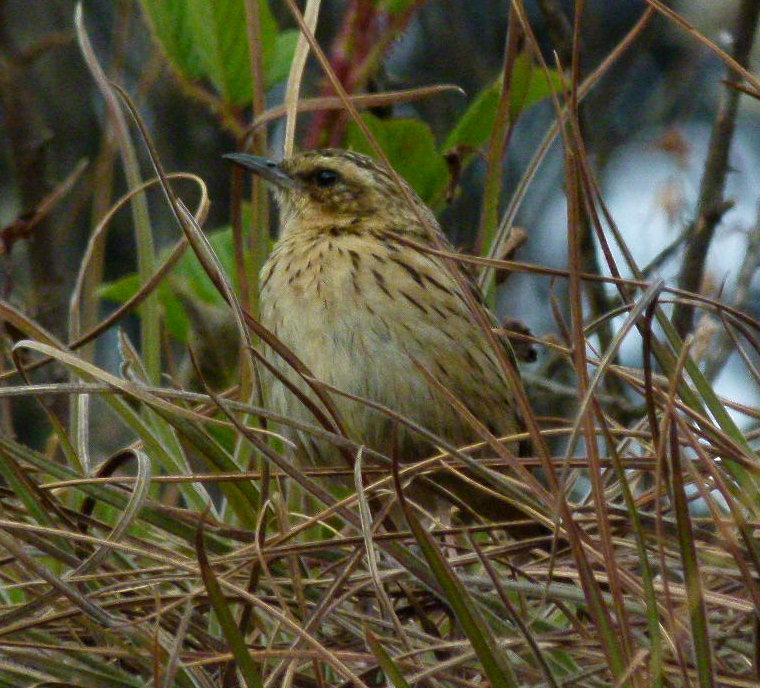
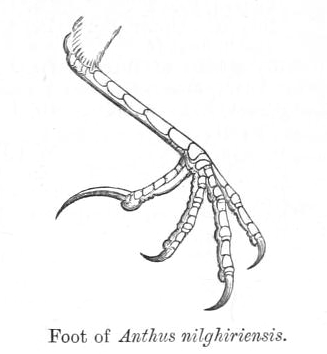
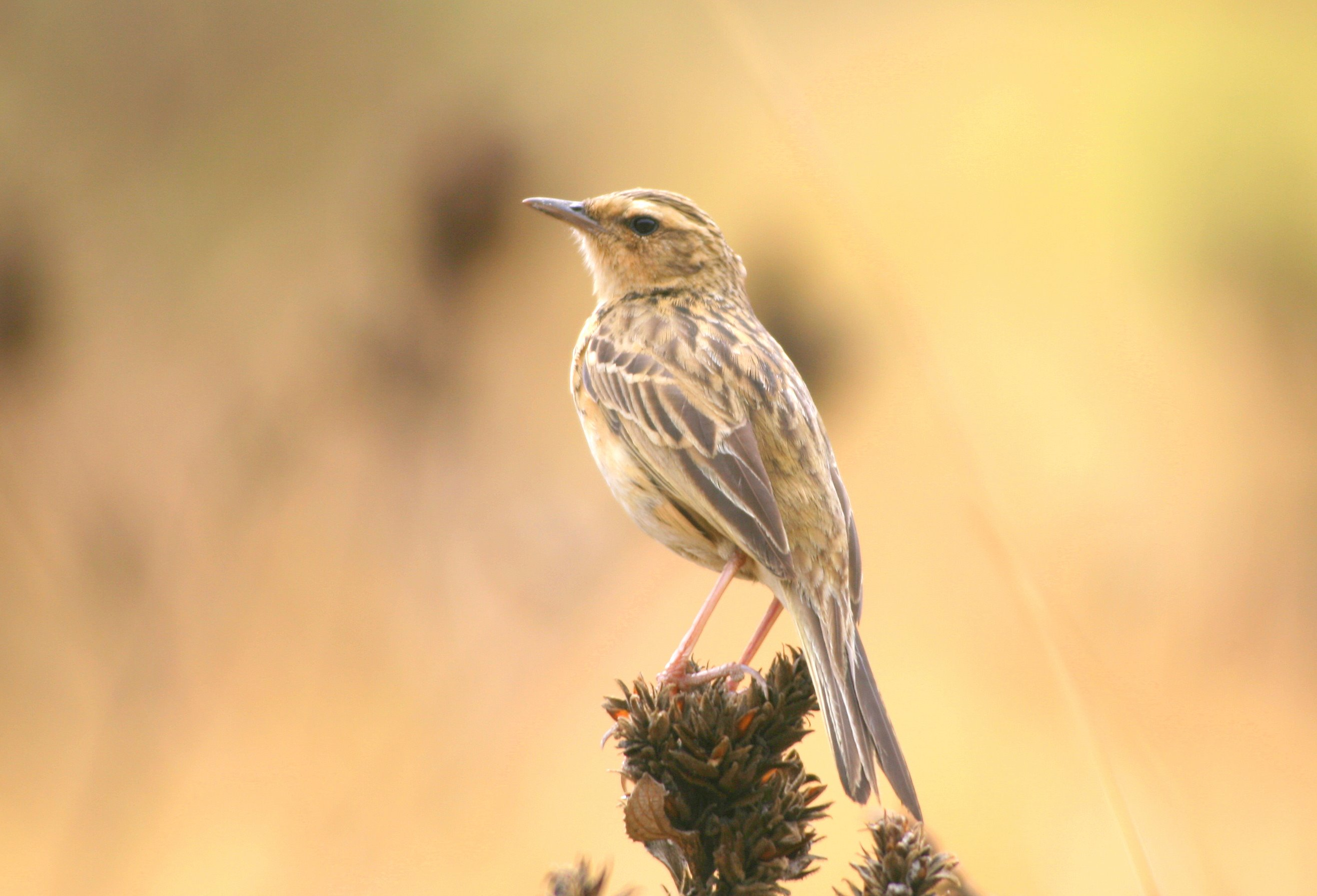